# リゾートバイト (映画)
『リゾートバイト』は、2023年10月20日に公開された日本映画。監督は永江二朗、主演は伊原六花。
リゾート地の民宿でアルバイトする大学生たちが様々な怪奇現象や恐怖に見舞われる姿が描かれる。

## 概要
2009年に怖い話の投稿サイト「ホラーテラー」に投稿された「リゾートバイト」は、その後「2ちゃんねる」にも投稿されており、恐怖と秀逸な展開で一気に話題となっている。「禁忌の儀式」、「人外の存在」、「人間の業」などのホラー要素が凝縮され、ネット都市伝説の集大成として語り継がれている。
この都市伝説を元に永江二朗が監督を務め、2020年の『真・鮫島事件』、2022年の『きさらぎ駅』に続く「ネット都市伝説3部作」の最終作として映画化されたもので、撮影は2023年5月に岡山県笠岡市の白石島などで実施されている。

## あらすじ
なかなか周囲に馴染めない生活を送っていた女子大生の内田桜は、幼なじみで同級生の真中聡から幼なじみの 華村希美とともに、島のリゾート地の旅館でのバイトに誘われる。
当初はシーズン前のリゾート地で桜たちは楽しく過ごしていたが、ある日、使っていないはずの２階に夜ごと食事を運ぶ女将の八代真樹子の姿を目撃してしまう。その数日後、岩崎公太から秘密の扉を探る肝試しだと言われ、桜たちが興味本位で２階に上がってしまったことをきっかけに、次々と怪奇現象に見舞われ、恐怖体験をしていく。

## キャスト

### 主要人物
内田桜
演 - 伊原六花
大学1年生。引っ込み思案でなかなか周囲に溶け込めない。
聡の誘いで、ビーチリゾート地にある小さな民宿にアルバイトをしに訪れる。
真中聡
演 - 藤原大祐
桜の幼なじみで大学の同級生。密かに桜に想いを寄せている。
華村希美
演 - 秋田汐梨
桜と聡の幼なじみ。二人の思いを知っており、今回のバイトをきっかけに二人を結びつけようとする。

### 民宿の関係者
岩崎公太
演 - 松浦祐也
フリーター。桜たちが訪れる民宿で働いている。希美に一目惚れする。
八代健介
演 - 坪内守
桜たちが訪れる民宿の主人で、足を怪我している。
八代真樹子
演 - 佐伯日菜子
健介の妻で、民宿の女将を務める。毎日深夜に隠し部屋に食事を運んでいる。

### その他
佐々木六朗
演 - 梶原善
八代夫妻と顔見知りの住職。

## スタッフ
- 原作 - 投稿者「日向麦」[10]
- 監督 - 永江二朗
- 脚本 - 宮本武史[10]
- 主題歌 - 弌誠「しあわせレストラン」[11]
- 挿入歌 - miolly「残像」[11]
- プロデューサー - 上野境介、伊藤修嗣[10]
- 撮影 - 早坂伸（J.S.C.）
- 照明 - 東田保志
- 美術監督 - 遠藤剛
- 編集・VFX - 遊佐和寿
- 録音・整音 - 指宿隆次
- 撮影補 - オカザキタカユキ
- 音響効果 - 花谷伸也
- フォーリーエディター - 石澤飛鳥
- カラリスト - REN
- スタイリスト - 網野正和
- ヘアメイク - 西村桜子、光岡真理奈
- 助監督 - 坂野崇博
- キャスティング - 北田希利子
- ラインプロデューサー - しばざきひろき
- 操演 - STRONG遠藤
- 特殊造形 - 千葉美生、遠藤斗貴彦
- スチール - 守谷美峰
- 撮影協力 - 岡山県フィルムコミッション協議会
- 配給 - イオンエンターテイメント[12]
- 企画 / 制作 - キャンター[12]
- 製作 - 映画「リゾートバイト」製作委員会（イオンエンターテイメント、キャンター、BBB、博報堂DYミュージック&ピクチャーズ、バップ、山陽新聞社、フューレック）[12]